# Finale della Coppa delle nazioni africane 2017
La finale della Coppa delle nazioni africane 2017 si disputò il 5 febbraio 2017 allo Stade d'Angondjé di Libreville tra le nazionali di Camerun ed Egitto. A vincere fu il primo, che dopo essere stato sotto di un gol nel primo tempo riuscì a rimontare e a portare il punteggio sul 2-1, vincendo così il suo quinto trofeo nella massima competizione tra nazionali maschili africane.

## Le squadre
| Squadra | Finali (o spareggi) disputate in precedenza (il grassetto indica la vittoria) |
| ------- | ----------------------------------------------------------------------------- |
| Camerun | 5 (1984, 1988, 2000, 2002, 2008)                                              |
| Egitto  | 8 (1957, 1959, 1962, 1986, 1998, 2006, 2008, 2010)                            |

## Cammino verso la finale

### Camerun
Il Camerun fu sorteggiato nel gruppo A insieme alla Burkina Faso, alla Guinea-Bissau esordiente nel torneo e al Gabon organizzatore della competizione. La prima partita del Camerun si tenne il 14 gennaio e lo vide affrontare la Burkina Faso: al 35° del primo tempo il gol su punizione di Benjamin Moukandjo portò i suoi Leoni Indomabili in vantaggio, ma essi sprecarono altre due occasioni per allungarlo; al 75° il burkinabé Issoufou Dayo segnò il gol del pareggio con una rete a distanza ravvicinata, e l'incontro finì 1-1. Quattro giorni dopo, si fece avanti il secondo avversario del Camerun, la Guinea-Bissau. I Licaoni si portarono in vantaggio al 13° con Piqueti, che dopo una lunga corsa per gran parte del campo riuscì a centrare l'angolo della porta, e accese così le speranze degli esordienti dopo l'1-1 contro i padroni di casa del Gabon raggiunto all'ultimo minuto. Al secondo tempo, però, i Leoni Indomabili pareggiarono con Sébastien Siani che segnò da fuori l'area di rigore, e poi rimontarono al 78° con Michael Ngadeu-Ngadjui, fissando il punteggio sul 2-1 che portarono la qualificazione al Camerun, a quattro punti. Il 22 gennaio, nella terza e ultima partita del girone, il Camerun sfidò il Gabon, al suo secondo pareggio consecutivo, un altro 1-1 contro la Burkina Faso. La partita finì 0-0, dopo che, nei minuti di recupero, il gabonese Denis Bouanga tentò un tiro che colpì la traversa, sul cui rimbalzo Didier Ndong provò a segnare ma fu parato da Fabrice Ondoa. Il risultato donò il quinto punto al Camerun, che si classificò secondo dietro alla Burkina Faso a pari punti a causa della differenza reti; la Burkina Faso aveva infatti vinto 2-0 contro la Guinea-Bissau, che finì ultima nel girone con un solo punto, mentre anche il Gabon dovette abbandonare il torneo, istituito in casa propria, a causa dei tre punti ottenuti dagli altrettanti pareggi.
Lo Stade de Franceville fu teatro del quarto di finale del 28 gennaio che vide Camerun e Senegal affrontarsi tra loro. Il Senegal sprecò numerose occasioni gol, con Mame Diouf che colpì la traversa al 30° e Ondoa che parò i tiri di Sadio Mané e Keita Baldé Diao nel secondo tempo. Il 65° vide il Camerun compiere la sua prima occasione gol, ma il portiere senegalese Abdoulaye Diallo parò un pallonetto di Robert Ndip Tambe e un tiro successivo di Moukandjo. Gli ultimi salvataggi di Ondoa portarono presto la fine dei tempi regolamentari sullo 0-0; non bastando neanche i supplementari per decidere un vincitore, si passò pertanto alla lotteria ai rigori. Vennero segnati i primi otto penalties, ma in seguito Mané mancò il bersaglio, e il camerunese Vincent Aboubakar segnò il rigore che portò la sua nazionale in semifinale, che si sarebbe tenuta il 2 febbraio e avrebbe avuto anch'essa luogo a Franceville. L'avversario fu il Ghana, altro favorito del torneo che qui ai quarti aveva sconfitto la RD del Congo per 2-1. L'incontro rimase senza gol fino al 72°, quando poi Ngadeu-Ngadjui superò la scarsa difesa ghanese e segnò il gol del vantaggio; il raddoppio avvenne al terzo minuto di recupero con Christian Bassogog, e il conseguente 2-0 segnò la sesta partecipazione camerunese alla finale della competizione.

### Egitto
L'Egitto fu sorteggiato nel Gruppo D in compagnia di Ghana, Mali e Uganda. Il 17 gennaio, i Faraoni giocarono la loro prima partita, contro il Mali, e l'incontro finì 0-0: tra le poche occasioni gol, tra cui due sprecate dell'egiziano Mohamed Elneny, la migliore fu un colpo di testa del connazionale Marwan Mohsen, parato da Oumar Sissoko, mentre il malinese Ousmane Coulibaly tentò un tiro dalla distanza ravvicinata che però colpì la traversa. Il secondo avversario dei Faraoni fu l'Uganda: l'Egitto dominò gran parte della partita, con Trézéguet e Tarek Hamed che tentarono invano il gol del vantaggio. L'Uganda segnò con Joseph Ochaya al 55°, ma la rete fu annullata per fuorigioco. L'Egitto riprese il controllo verso la fine dell'incontro e segnò all'89° con il sostituto Abdallah Said, che tirò una fucilata da un cross di Mohamed Salah. L'ultima partita fu contro il Ghana, e Salah segnò già all'11°, portando la partita sull'1-0 che portò l'Egitto a sette punti e al primo posto del gruppo. A seguire i Faraoni fu il Ghana stesso, che prima aveva sconfitto l'Uganda e il Mali per 1-0, mentre entrambe le ultime due nazionali furono eliminate.
L'avversario dei Faraoni ai quarti fu il Marocco, che affrontò il 29 gennaio a Port-Gentil. Mentre il portiere marocchino Munir Mohamedi parò due volte i tiri di Salah, i giocatori marocchini Aziz Bouhaddouz, Romain Saïss and Mbark Boussoufa tentarono il vantaggio dei Leoni dell'Atlante. All'87°, il sostituto Mahmoud Abdel-Moneim segnò il gol dell'1-0 che portò i Faraoni in semifinale. Il prossimo avversario fu il Burkina Faso, che l'Egitto affrontò il 1º febbraio a Libreville. Nonostante un primo tempo condotto dagli avversari, l'Egitto trovò il gol del vantaggio al 66°, con Salah che colpì l'angolo alto della porta; il vantaggio durò però solo otto minuti, con Aristide Bancé che segnò il gol del pareggio con un tiro alto di destro. I regolamentari, e poi anche i supplementari, finirono 1-1, e si passò così alla lotteria ai rigori. Il burkinabé Hervé Koffi parò il rigore dell'egiziano Said, e seguirono i gol di Traoré, Sobhi, Diawara, Hegazy, Yago e Salah, ma il portiere egiziano Ahmed El-Shenawy parò il rigore di Kouakou, Warda segnò il rigore del 4-3 ed El-Shenawy tirò anche il rigore di Bertrand Traoré, portando i Faraoni per la nona volta alla finale.

### Tabella riassuntiva del percorso
| Squadra       | Pt | G | DR |
| ------------- | -- | - | -- |
| Burkina Faso  | 5  | 3 | +2 |
| Camerun       | 5  | 3 | +1 |
| Gabon         | 3  | 3 |    |
| Guinea-Bissau | 0  | 3 |    |

| Squadra | Pt | G |
| ------- | -- | - |
| Egitto  | 7  | 3 |
| Ghana   | 6  | 3 |
| Mali    | 2  | 3 |
| Uganda  | 1  | 3 |

## Descrizione della partita
La finale si svolse il 5 febbraio, ebbe luogo allo Stade d'Angondjé di Libreville, di fronte a 38 250 spettatori, e fu diretta dall'arbitro zambiano Janny Sikazwe.
L'Egitto dominò a inizio partita nel possesso palla, e si avvicinò al gol al 2° con Said, che tirò da dentro l'area di rigore, tiro però parato da Ondoa. Cinque minuti dopo, il tiro del camerunese Siani fu facilmente parato da El Hadary. Da lì, il Camerun iniziò a aumentare il possesso palla dopo il primo quarto d'ora, e Bassogog tirò da fuori area, mancando però di molto lo specchio della porta. Al 22°, avvenne il vantaggio dei Faraoni: Salah passò a Elneny alla sua sinistra, e questi tirò un destro che spiazzò Ondoa. Al 31° il Camerun sostituì Adolphe Teikeu con Nicolas N'Koulou a causa di un infortunio all'inguine. Poco dopo, El Hadary fallì un cross, ma la difesa egiziana riuscì a spiazzare un'occasione del Camerun, il quale non riuscì a pareggiare neanche con un pressing negli ultimi dieci minuti del primo tempo, il quale terminò con il maggiore possesso palla per il Camerun, ma anche il maggior numero di occasioni gol per l'Egitto.
Durante l'intervallo, pur non essendo del tutto in forma, l'attaccante Vincent Aboubakar prese il posto di Robert Ndip Tambe. L'Egitto fece di tutto per mantenere il suo vantaggio, creando poche occasioni d'attacco, ma al 59° arrivò il gol del pareggio tanto sperato dal Camerun: a seguito di un cross di Moukandjo, il sostituto N'Koulou saltò più in alto di tutti e tirò di testa, insaccando all'angolo destro della porta. Avendo iniziato il secondo tempo sulla difensiva, l'Egitto tentò di reagire, e al 66° Ramadan Sobhi entrò al posto di Trézéguet. Il Camerun continuò ad attaccare, e N'Koulou tentò la doppietta con un altro colpo di testa al 69°, che però finì sopra la porta; a ciò seguì un corner a cui Moukandjo rispose con un tiro che però fu respinto. Nell'ultimo quarto d'ora, l'Egitto ce la mise tutta per tornare in vantaggio, mentre il Camerun si mise sulla difensiva. All'88°, però, Aboubakar controllò una palla lunga in avanti, la lanciò sopra l'egiziano Ali Gabr, riprese la sfera e tirò un destro basso alla destra del portiere dagli 11 metri, fuori dall'area di rigore; nonostante le proteste egiziane, che sostenevano che il piede di Aboubakar era stato troppo alto quando aveva lanciato il pallonetto su Gabr, il gol fu concesso lo stesso. Nel secondo minuto di recupero, vi fu un litigio tra i giocatori, in quanto Collins Faï fu ammonito per un fallo che portò una punizione a favore dell'Egitto: Ondoa cercò di perdere tempo durante il calcio di punizione, e Mohamed Elneny tirò alto sopra la traversa. Bassogog si infortunò nell'ultimo minuto di recupero, proprio mentre il Camerun aveva esaurito le sostituzioni (al quarto di recupero, Jacques Zoua aveva infatti lasciato il posto a Georges Mandjeck), ma i Leoni Indomabili tennero duro e vinsero la partita per 2-1.

## Tabellino
| Arbitro: | Sikazwe |

|            |           |                            |
| Elneny 22’ | Marcatori | 59’ N'Koulou 88’ Aboubakar |

| Egitto | Camerun |

| P             | 1  | Essam El-Hadary  |       |     |
| DD            | 3  | Ahmed Elmohamady |       |     |
| DC            | 6  | Ahmed Hegazy     |       |     |
| DC            | 2  | Ali Gabr         |       |     |
| DS            | 7  | Ahmed Fathi      |       |     |
| CC            | 8  | Tarek Hamed      |       |     |
| CC            | 17 | Mohamed Elneny   |       |     |
| AD            | 10 | Mohamed Salah    |       |     |
| CCO           | 19 | Abdallah Said    |       |     |
| AS            | 21 | Trézéguet        |       | 66’ |
| AC            | 22 | Amr Warda        |       |     |
| Sostituzioni: |    |                  |       |     |
| C             | 14 | Ramadan Sobhi    | 90+2’ | 66’ |
| CT:           |    |                  |       |     |
| Héctor Cúper  |    |                  |       |     |

| P             | 1  | Fabrice Ondoa          |       |       |
| DD            | 19 | Collins Faï            | 90+1’ |       |
| DC            | 5  | Michael Ngadeu-Ngadjui |       |       |
| DC            | 4  | Adolphe Teikeu         |       | 31’   |
| DS            | 6  | Ambroise Oyongo        |       |       |
| CC            | 15 | Sébastien Siani        |       |       |
| CC            | 17 | Arnaud Djoum           |       |       |
| CCO           | 9  | Jacques Zoua           |       | 90+4’ |
| AD            | 13 | Christian Bassogog     | 90+4’ |       |
| AS            | 8  | Benjamin Moukandjo     |       |       |
| AC            | 18 | Robert Ndip Tambe      |       | 46’   |
| Sostituzioni: |    |                        |       |       |
| DC            | 3  | Nicolas N'Koulou       |       | 31’   |
| AC            | 10 | Vincent Aboubakar      | 89’   | 46’   |
| AD            | 14 | Georges Mandjeck       |       | 90+4’ |
| CT:           |    |                        |       |       |
| Hugo Broos    |    |                        |       |       |

| Uomo partita: - Benjamin Moukandjo |

## Conseguenze
La partita fu la terza finale dove entrambe le nazionali si affrontarono tra loro: nel 1986 l'Egitto aveva sconfitto 5-4 il Camerun ai calci di rigore dopo uno 0-0 ai supplementari, mentre nel 2008 l'Egitto aveva vinto di nuovo, stavolta con un 1-0 nei regolamentari. Stavolta, il Camerun riuscì a sconfiggere l'Egitto e a ottenere il suo quinto trofeo, e inoltre la vittoria gli valse la partecipazione alla FIFA Confederations Cup 2017 come rappresentante della CAF (anche se si sarebbe fermato alla fase a gironi). Per l'Egitto si trattò anche della seconda finale persa nella Coppa d'Africa, dopo quella di 55 anni prima contro il Sudan per 4-2 ai tempi supplementari (allora si trovava sotto l'egida della Rep. Araba Unita).